# 비스토스
비스토스(Bistos는 Bio Signal Total Solution의 줄임말)는 대한민국의 생체 신호 진단 및 치료 기기 기업이다. 본사는 경기도 성남시 중원구 갈마치로 302에 위치해 있으며 대표이사는 이후정이다. 2022년 10월 12일에 스팩소멸합병 상장하였다.

 태아 감시 장치, 태아 심음 측정기를 생산하고 있다

## 참고 문헌
1. ↑  나승두, SK증권 기업분석보것-비스토스, 2023-12-13
2. ↑  1호 스팩소멸합병상장 앞둔 ‘비스토스’ 이후정 대표...“단기간에 매출 1000억까지” 자신, 팍스경제TV, 2022.09.15
3. ↑  이후정 비스토스 대표 "상장 후 주력 제품군 전략모델 개발에 투자할 것", 뉴스웨이, 2022.08.18
4. ↑  이후정 비스토스 대표 '생체신호 의료기기 기술로 매출 1000억 도전', 서울경제, 2022.10.17
5. ↑  한국IR협의회 기술분석보고서-비스토스, 2023.05.25.[깨진 링크(과거 내용 찾기)]